# Yerba Buena Island
Yerba Buena Island (spanisch yerba buena, „gutes Kraut“) ist eine felsige Insel in der Bucht von San Francisco, im US-Bundesstaat Kalifornien in den Vereinigten Staaten. Hier leben 210 Einwohner auf einer Fläche von 80 Hektar.
Sie befindet sich in der Bucht zwischen San Francisco und Oakland. Durch die kleine Insel verläuft die Interstate 80 durch einen Tunnel. Vom West- und Ostufer der Bucht führt der Highway über die zweiteilige San Francisco-Oakland Bay Bridge auf die felsige Insel zu und dann durch den Tunnel. Über eine schmale Landenge ist die Insel mit der künstlich aufgeschütteten Insel Treasure Island verbunden.
Der spanische Forscher Juan Manuel de Ayala segelte 1775 in die Bucht von San Francisco und gab den Inseln, die er dort vorfand, spanische Namen. Dabei bezeichnete er die heute Yerba Buena Island genannte Insel („wegen der auf dieser Insel im Überfluss vorkommenden Vögel“) mit Isla de Alcatraces. Auf das heutige Alcatraz wurde dieser Name erst 1826 durch den britischen Marinekapitän und Geographen Frederick William Beechey in der Form Alcatrazes Island übertragen.

## Einzelnachweise

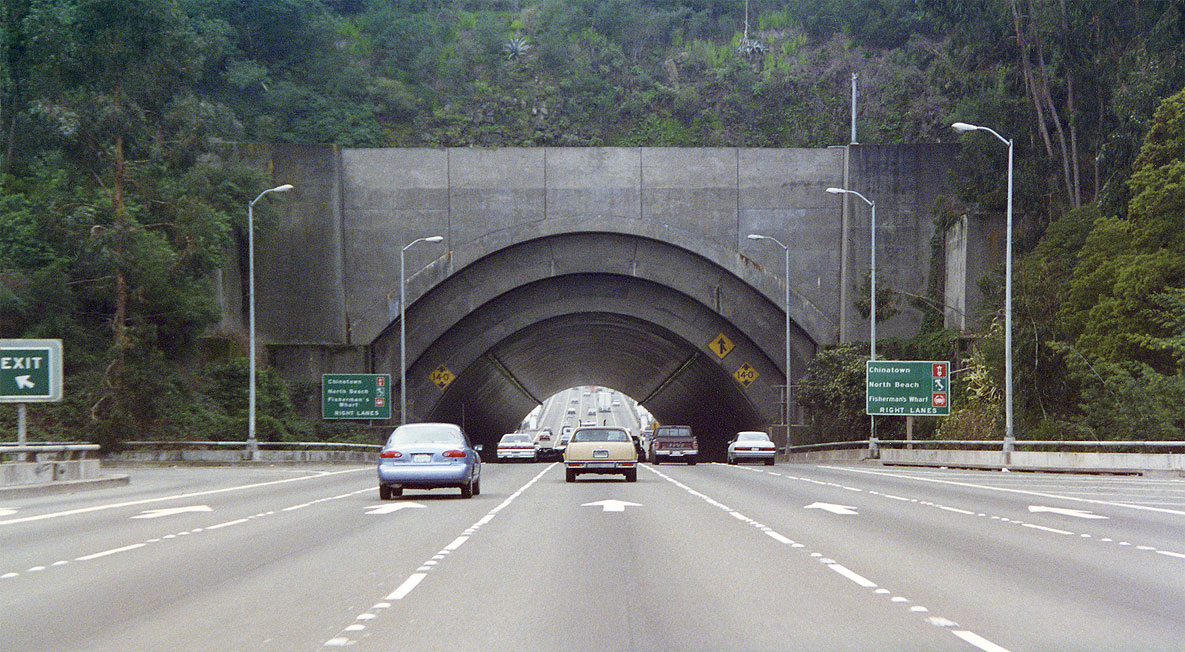
Yerba Buena Island: Tunneleinfahrt in Richtung San Francisco
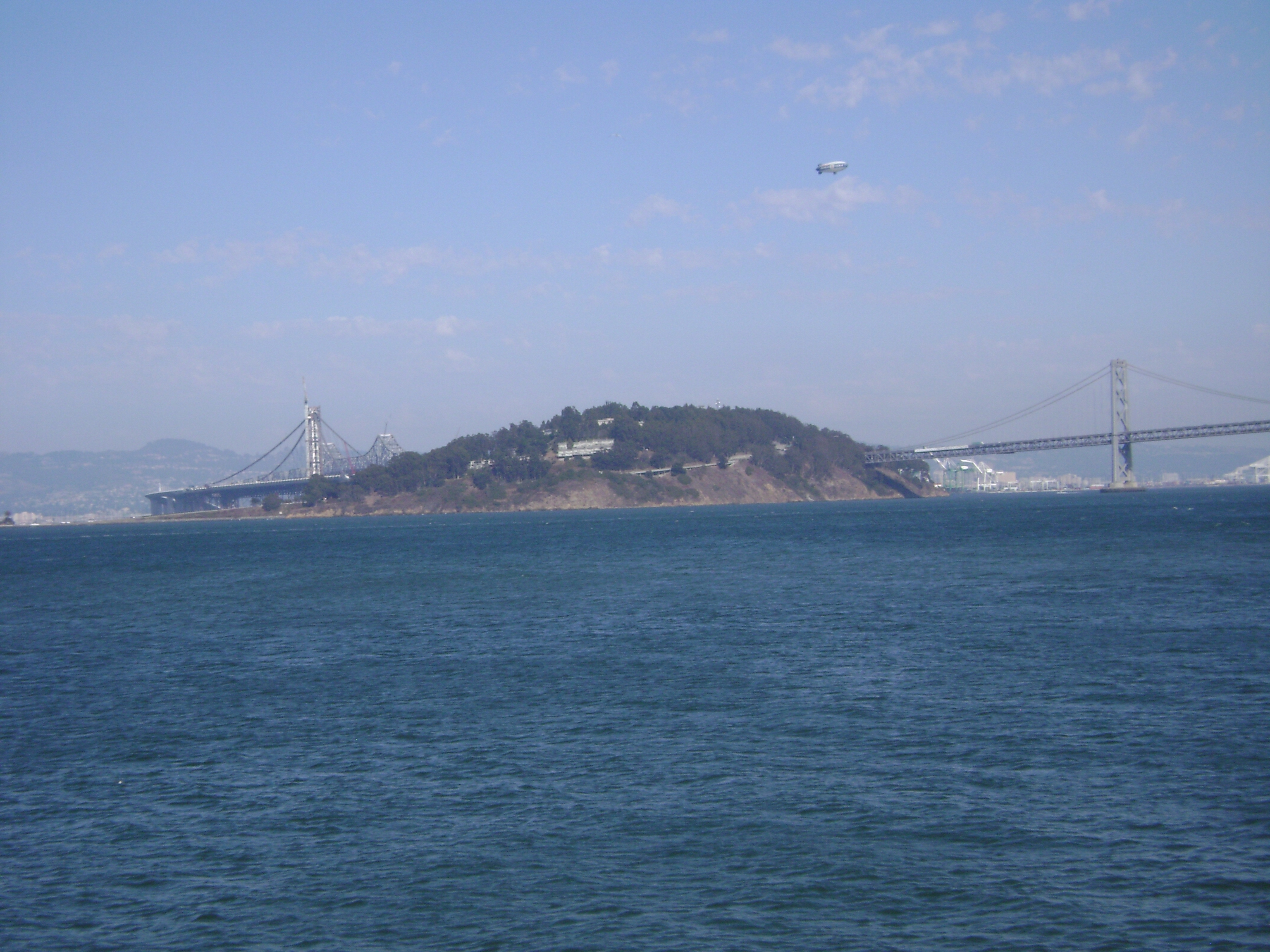
Die Insel vom Wasser aus gesehen